# Specklinia barbae
Specklinia barbae är en orkidéart som först beskrevs av Rudolf Schlechter, och fick sitt nu gällande namn av Carlyle August Luer. Specklinia barbae ingår i släktet Specklinia och familjen orkidéer. Inga underarter finns listade i Catalogue of Life.